# Josef Villiger
Josef Villiger (* 17. März 1910 in Oberrüti; † 6. Mai 1992 in Baden) war ein Schweizer Mundartautor aus dem Freiamt im Kanton Aargau.
Villiger entstammte einer Bauernfamilie und wuchs nach dem frühen Tod seines Vaters beim Stiefvater in Abtwil auf. Er besuchte die Lateinschule Mehrerau in Bregenz, anschliessend das Lehrerseminar in Zug und das Lehrerseminar Wettingen. Das angestrebte Germanistikstudium blieb ihm aus finanziellen Gründen verwehrt. Als Lehrer unterrichtete er ab 1933 zunächst in Uezwil, danach von 1936 bis zu seiner Pensionierung im Jahr 1973 in Niederrohrdorf. Neben der Arbeit widmete sich Villiger der Literatur und bezeichnete sich als «Mundartsammler». Er schrieb Gedichte, Prosatexte, sammelte Wörter, Lebensweisheiten und Sprüche aller Art. Seine Vorbilder waren Brecht und Rilke und ursprünglich verfasste er seine Texte nicht auf Schweizerdeutsch, sondern auf Hochdeutsch. Die von ihm als Selbsteinschätzung bevorzugte Bezeichnung als Mundartsammler muss aus heutiger Perspektive als Understatement eingeschätzt werden. In einer liebenswürdig-witzigen Weise setzte er sich mit seiner ihn umgebenden Lebenswelt und ihrem Menschlich-Allzumenschlichen kritisch auseinander. 1979 erhielt er das Ehrenbürgerrecht der Gemeinde Niederrohrdorf.

## Werke
- Zuunterst im Aaretal. Aarau 1959.
- De Ehregascht: Schpiil i eim Akt. Sauerländer, Aarau 1968.
- Ifäll und Usfäll: Prosa – Gedichte – Aphorismen. Baden-Verlag, Baden 1974.
- Obsigänt und Nidsigänt: Prosa – Szenen – Gedichte. Baden-Verlag, Baden 1976.
- Chind und Nare: Verse – Sprüche – Aphorismen. Baden-Verlag, Baden 1978.
- Gseid isch gseid: Gschichte – Gspröch – Gedicht. Baden-Verlag, Baden 1981.
- Spitz uf Gupf. Baden-Verlag, Baden 1983.
- Hurrlipuss und Wasserrad: alte Freiämter Kinderspiele. Baden-Verlag, Baden 1985.
- Chuter, Chüz und Tüfels-Chäller. Baden-Verlag, Baden 1987, ISBN 3-85545-017-X.
- Ifäll und Usfäll. Baden-Verlag, Baden 2007, ISBN 978-3-85545-144-9 (Sammelband mit CD).